# Улица Ярославов Вал
Яросла́вов Вал (укр. Яросла́вів Вал) — улица в центральной части Киева, пролегает от Владимирской улицы до Львовской площади (Шевченковский район). Название улицы происходит от дороги под городским валом, насыпанным во времена великого князя Киевского Ярослава Мудрого (978—1054).

## История
В XI веке вдоль нынешней улицы Ярославов Вал проходил оборонительный вал так называемого города Ярослава. В 1840-50-х годах остатки вала снесли, а на его месте проложили Подвальную улицу (проходила «под валом»). В 1869 году улицу официально назвали улицей Ярославов Вал. Параллельно существовало другое название — Большая Подвальная. В 1928 году улица была названа именем Ворошилова, тогда же по улице были проложены трамвайные пути и запущен трамвайный маршрут, пролегавший зигзагом через улицы Ворошилова, Воровского, Гоголевскую, Павловскую и Дмитриевскую (ныне функционирует только участок трамвайных путей на последней из указанных улиц). В 1957 году, в рамках массового переименования объектов и топонимов в связи с участием Ворошилова и Молотова в т. н. антипартийной группе, улица была переименована в улицу Полупанова (в честь первого советского коменданта Киева), а район из Молотовского в Шевченковский. В 1963 улица была переименована в Большую Подвальную, в 1976 году — в улицу Ярославов Вал.

## Примечательные здания
По нечётной стороне:
- № 1 Дом Подгорского.
- № 3 (особняк барона Штейнгеля; 1858);
- № 5 (жилой дом, в котором проживали выдающиеся медики В. Образцов и Н. Стражеско; 1859);
- № 7 (бывшая караимская Кенасса, а ныне — Дом актёра Национального союза театральных деятелей; 1902, сооружена архитектором В. Городецким);
- № 13/2б (особняк, где жил выдающийся врач Ф. Яновский);
- № 15 (усадьба Сикорских);
- № 15а (дом, в котором с 1972 по 1982 год жил Виктор Глушков, выдающийся кибернетик);
- № 21/20а (доходный дом; 1906) в котором жил Красовский Н. А.;
- № 25 Киевская детская школа искусств № 2 имени Вериковского, (бывшая гимназия В. Науменко, где учился М. Рыльский; 1898)
- № 27 (дом с хлебными лавками; 1860-70-е годы);
- № 31 Посольство Канады в Украине.

По чётной стороне
- № 4 (доходный дом; 1907);
- № 12 посольство Польши;
- № 14 и 14а (доходные дома; 1911);
- № 14б (доходный дом; 1911), с 1988 года — Театр «Созвездие», в котором до 1914 года располагалась квартира хозяина дома Леонида Петровича Родзянко.
- № 14в (доходный дом; 1911)
- № 16б (доходный дом);
- № 36 (дом, в котором происходили первые сборы НАН Украины; дом построен в 1896 году);
- № 40 (бывшее городское начальное училище, возведённое на средства Терещенко, ныне Киевский национальный университет театра, кино и телевидения имени И. К. Карпенко-Карого; 1907).

Дома № 6, 7, 8, 9, 10, 11, 13, 14 б, 14в, 16, 17, 18, 20, 28, 29, 30, 32, 33, 35, 36, 37/1, 38 сооружены во 2-й половине XIX — 1-й трети XX столетия.